# Гайська сільська рада
Гайська сільська рада (деколи — Гайківська сільська рада) — колишня адміністративно-територіальна одиниця та орган місцевого самоврядування в Троянівському і Житомирському районах Волинської округи, Київської та Житомирської областей УРСР з адміністративним центром у селі Гай.

## Населені пункти
Сільській раді на момент ліквідації були підпорядковані населені пункти:
- с. Бобрик
- с. Вільшанка
- с. Гай
- с. Соснівка

## Населення
Кількість населення ради, станом на 1923 рік, становила 1 145 осіб, кількість дворів — 237.

## Історія та адміністративний устрій
Створена 1923 року в складі сіл Бобрик, Феліціанівка та хутора Гай Троянівської волості Житомирського повіту Волинської губернії. 7 березня 1923 року увійшла до складу новоствореного Троянівського району Житомирської (згодом — Волинська) округи.
Станом на 1 жовтня 1941 року с. Феліціанівка не перебуває на обліку населених пунктів.
Станом на 1 вересня 1946 року сільрада входила до складу Троянівського району Житомирської області, на обліку в раді перебувало с. Гай.
11 серпня 1954 року, відповідно до указу Президії Верховної ради УРСР «Про укрупнення сільських рад по Житомирській області», до складу ради включено села Вільшанку та Соснівську ліквідованої Соснівської сільської ради Троянівського району.
28 листопада 1957 року, відповідно до указу Президії Верховної ради УРСР «Про укрупнення деяких районів Житомирської області», внаслідок ліквідації Троянівського району сільська рада увійшла до складу Житомирського району.
12 травня 1958 року, відповідно до рішення виконавчого комітету Житомирської обласної ради № 442 «Про об'єднання сільських рад депутатів трудящих по Житомирському району», територію та населені пункти ради приєднано до Руднє-Городищенської сільської ради Житомирського району Житомирської області.